# Comuna de Kołaki Kościelne
Kołaki Kościelne (polaco: Gmina Kołaki Kościelne) é uma gminy (comuna) na Polónia, na voivodia de Podláquia e no condado de Zambrowski. A sede do condado é a cidade de Kołaki Kościelne.
De acordo com os censos de 2004, a comuna tem 2436 habitantes, com uma densidade 33 hab/km².

## Área
Estende-se por uma área de 73,76 km², incluindo:
- área agricola: 67%
- área florestal: 26%

## Demografia
Dados de 30 de Junho 2004:
|                      | Total   | Total | Mulheres | Mulheres | Homens  | Homens |
| -------------------- | ------- | ----- | -------- | -------- | ------- | ------ |
|                      | pessoas | %     | pessoas  | %        | pessoas | %      |
| População            | 2436    | 100   | 1177     | 48,3     | 1259    | 51,7   |
| Densidade (pop./km²) | 33      | 100   | 16       | 16       | 17,1    | 17,1   |

De acordo com dados de 2002, o rendimento médio per capita ascendia a 1300,21 zł.

## Comunas vizinhas
- Kulesze Kościelne, Rutki, Wysokie Mazowieckie, Zambrów